# Anahid Ajemian
Anahid Ajemian (* 26. Januar 1924 in Manhattan, New York City, USA; † 13. Juni 2016 in ebenda) war eine amerikanische Violinistin armenischer Herkunft. Sie war als Professorin an der Columbia University in New York tätig.

## Leben und Werk
Ajemian begann schon während ihrer Schulzeit das Musikstudium am Institute of Musical Art, das sich später mit der Juilliard School in New York zusammenschloss. Nach dem Abschluss an der Lincoln School setzte sie ihre Ausbildung an der Juilliard School fort, studierte Violine bei Édouard Dethier und Kammermusik bei Hans Letz und Felix Salmon und spielte im Juilliard-Orchester bei Albert Stoessel und Edgar Shenkman. Bereits als Schülerin von Edouard Dethier an der Juilliard Graduate School of Music wurde sie mit dem Walter W. Naumburg Foundation Award ausgezeichnet. Im selben Jahr gab sie ihr Debüt im Rathaus und erhielt die Distinguished Achievement Medal vom Mademoiselle Magazine. Mit ihrer Schwester, der Pianistin Maro Ajemian gab sie Konzerte in Europa, Kanada und den Vereinigten Staaten mit Werken namhafter Komponisten wie John Cage, Henry Cowell, Alan Hovhaness, Ernst Krenek, Lou Harrison. Zusammen und getrennt nahmen die Schwestern umfangreiche Aufnahmen für Columbia Records, RCA Victor, MGM und Composers Recordings, Inc. auf.  Sie waren die ersten Instrumentalisten, die den Laurel Leaf Award der American Composers Alliance erhielten. Ajemian gab ihr Radio-Debüt in der Bell Telephone Hour und hatte unzählige Sendungen und Fernsehauftritte in den USA und im Ausland. Mitte der sechziger Jahre gründeten sie und ihr Mitviolinist Matthew Raimondi auf Anregung von Gunther Schuller das Composers String Quartet, das sich schnell einen internationalen Ruf erarbeitete und zahlreiche Tourneen in Westeuropa, der Sowjetunion, Bulgarien, Rumänien, Australien, Indien, dem Nahen Osten und China unternahm. Die 1970 vom Quartett eingespielte Aufnahme von Elliot Carters „Erstem und Zweitem Quartett“ wurde mit einer Grammy-Nominierung, mit dem Preis "Beste Kammermusikaufnahme des Jahres" von Stereo Review und von High Fidelity als "Bestes Quartett des Jahres" ausgezeichnet. Ajemian war in der Jury bei vielen internationalen Wettbewerben, darunter den Naumburg Foundation Awards und dem Rockefeller Foundation International Music Competition. Sie war mit dem Plattenproduzenten und Gründungsmitglied der National Academy of Recording Arts and Sciences George Avakian verheiratet, mit dem sie drei Kinder hatte.

## Diskografie (Auswahl)
- 1952: Set of Five / Kirghiz Suite / Sonata No. 4 violin; Alan Hovhaness, Charles Ives, Henry Cowell
- 1954: Suite for Violin, Piano and Small Orchestra / Symphony on Poems of William Blake, Op. 33 violin; Ben Weber, William Blake, Lou Harrison
- 1957: Persian Set / Suite for Violin, Piano, & Small Orchestra violin; Lou Harrison, Henry Cowell
- 1957: Ten Songs From the Hebrew / Upon Enchanted Ground / Suite for Violin, Piano and Percussion violin; Alan Hovhaness, Stefan Wolpe
- 1971: The Viola in My Life; False Relationships and the Extended Ending violin; Morton Feldman
- 1997: Symbiosis violin; Gunther Schuller, Thomas Oboe Lee